# Познань
По́знань (пол. Poznań, лат. Posnania, нім. Posen) — місто на правах повіту в центральній частині західної Польщі, розташоване на Поозер'ї Великопольському, на річці Варта, в гирлі Цибіни. Історична столиця Великопольщі, від 1999 р. адміністративний центр Великопольського воєводства і познанського повіту.
П'яте за чисельністю населення місто Польщі (532 048 мешканців у грудні 2020 р.) і восьме за площею поверхні (261,9 км²). Познань разом з познанським повітом та ґмінами Оборники, Скоки, Шамотули, Сьрем утворює познанську агломерацію, в якій мешкає понад 1 млн осіб. У 2018 р. аналітичний центр Globalization and World Cities (GaWC), вивчаючи взаємовідносини між містами світу в контексті глобалізації, визначив Познань як глобальне місто категорії Gamma. Познань часто належить до числа провідних міст з дуже високою якістю освіти й дуже високим рівнем життя. Місто також займає високі місця щодо безпеки та якості медичного обслуговування. Місто Познань неодноразово вигравало нагороду «Superbrands» за дуже якісний бренд міста.
Місто є важливим автомобільним і залізничним вузлом. Тут також функціонує міжнародне летовище Познань-Лавиця. Познань — великий осередок промисловості, технологій, торгівлі, логістики, спорту та туризму. Тут функціонує Познанський міжнародний ярмарок (MTP) — найбільший і найстаріший виставковий центр у Польщі. Познань є осередком освіти, науки й культури. Понад 110 тисяч студентів навчаються у 25 університетах міста. Тут діють опера, філармонія, балет, театри, кінотеатри, музеї, художні галереї, оркестри й фольклорні колективи. Кожні п'ять років у Познані відбувається Міжнародний Скрипковий Конкурс ім. Генрика Венявського — найстраший скрипковий конкурс на світі. У місті розташовуються осередки Хору Стулігроша (Chór Stuligrosza), Західного Інституту (Instytut Zachodni) та найвищого тактичного командування Армії США в Європі. У єдиній у Польщі астро-геодинамічній обсерваторії поблизу Познаня працюють над створенням європейською системою навігації Galileo.
Познань був однією зі столиць та релігійних осередків держави П'ястів у X—XI століттях. У минулому місто служило резиденцією польських правителів. Познань також був столицею Польщі в 1290—1296 рр. Це одне з найдавніших міст у Польщі — міські права йому надано 1253 року. Місто мало право активно брати участь в обранні короля. У кафедральному храмі Познаня розташована символічна могила перших польських правителів — Мешка І та Болеслава I Хороброго. На Острові Тумському розташована резиденція курії Познанської архідієцезії, найстарішої в Польщі. Столиця Великопольщі була одним із королівських міст Корони Королівства Польського. Місце засідань виборчих (елекційних) сеймиків Познанського воєводства від XVI століття до першої половини XVIII століття. Поблизу Познаня відбувалися виступи шляхти Познанського воєводства Першої Речі Посполитої. 2008 року комплекс найстаріших районів міста оголошено пам'яткою історії.
З Познанем пов'язано 5 Великопольських повстань: з 1794 р., з 1806 р., з 1846 р., з 1848 р., а також повстання 1918–1919 рр. Два з них (з 1806 р. та з 1918—1919 рр.) завершилися повною перемогою поляків і поряд із Сейненським повстанням 1919 р. та двома повстаннями в Сілезії з 1920 р. та 1921 р., вважаються п'ятьма переможними національними повстаннями в історії Польщі. Перемога повстання 1806 р. мала прямий вплив на створення Варшавського герцогства, тоді як серіал Najdłuższa wojna nowoczesnej Europy (Найдовша війна новочасної Європи) розповідає про період між переможними Великопольськими повстаннями.
14 Великопольська піхотна дивізія з Познаня була нагороджена орденом Virtuti Militari за участь у бойових діях у польсько-більшовицькій війні. Завдяки роботі криптологів з Познаня розшифровано код німецької машини шифрування Enigma. Перше і єдине повстання періоду Польської Народної Республіки (Познанський Червень 1956 р.), яке стало головною причиною Угорської революції 1956 р., також відбулося в Познані.
Познань — єдине місто, яке згадується в словах польського гімну. Покровителями міста є апостоли Петро і Павло, святі католицької церкви. Свято міста день та його покровителів відзначається 29 червня.

## Географія

### Розташування

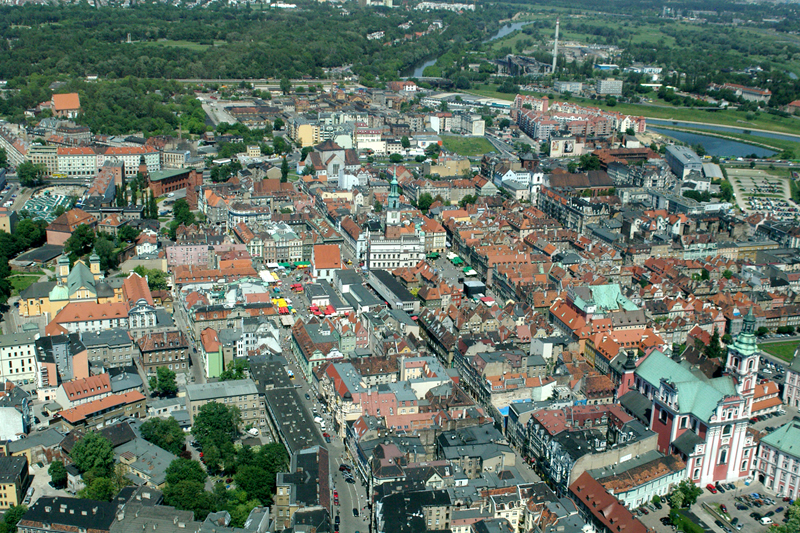
Старе місто

Познань розташована у центрально-західній частині Польщі, у центральній частині Великопольського воєводства. Місто розташоване на межі трьох фізико-географічних мезорегіонів: західна частина на Познанському Поозер'ї, східна — на Вжесненьській рівнині, центральна — на південній частині, спрямованого в напрямку північ-південь Познанського перелому Варти. Ці три регіони є частиною макрорегіону Поозер'я Великопольське.
Місто розташоване в долині річки Варта, а також у долинах менших потоків — Богданки, Цибіни та Гловні.
Згідно з даними на 1 січня 2010 року, площа міста становить 261,85 км². Протяжність адміністративної межі вздовж осі північ-південь становить приблизно 23 км, по осі схід-захід — близько 21 км.
Познань є осередком познанської агломерації. Місто межує з 11 ґмінами Познанського повіту, а також двома містами — Любонь та Сважендз.

### Клімат
Місто розташоване в зоні, що характеризується морським кліматом. Найтепліший місяць — липень із середньою температурою 17.8 °C (64 °F). Найхолодніший місяць — січень, із середньою температурою −1.1 °С (30 °F).
У районі Познаня найчастіше дме західний вітер швидкістю від 2 до 10 м/с. На території міста випадає найменше опадів у Польщі. Упродовж 1971—2000 рр. середньорічна кількість опадів становила 634 мм, найвище середнє місячне значення припадає на липень — 76 мм.
| Клімат Познані          | Клімат Познані | Клімат Познані | Клімат Познані | Клімат Познані | Клімат Познані | Клімат Познані | Клімат Познані | Клімат Познані | Клімат Познані | Клімат Познані | Клімат Познані | Клімат Познані | Клімат Познані |
| Показник                | Січ.           | Лют.           | Бер.           | Квіт.          | Трав.          | Черв.          | Лип.           | Серп.          | Вер.           | Жовт.          | Лист.          | Груд.          | Рік            |
| Абсолютний максимум, °C | 13             | 17             | 22             | 23             | 31             | 32             | 35             | 35             | 33             | 26             | 16             | 13             | 35             |
| Середній максимум, °C   | 1              | 2              | 7              | 12             | 18             | 20             | 22             | 22             | 18             | 12             | 6              | 2              | 12             |
| Середня температура, °C | −1             | 0              | 3              | 7              | 13             | 16             | 17             | 17             | 13             | 8              | 3              | 0              | 8              |
| Середній мінімум, °C    | −3             | −3             | 0              | 2              | 7              | 11             | 12             | 12             | 8              | 5              | 1              | −1             | 4              |
| Абсолютний мінімум, °C  | −27            | −23            | −16            | −8             | −2             | 1              | 5              | 2              | −1             | −8             | −13            | −18            | −27            |
| Норма опадів, мм        | 30             | 20             | 20             | 30             | 40             | 60             | 70             | 50             | 40             | 30             | 40             | 30             | 510            |
| Днів з опадами          | 17             | 13             | 15             | 15             | 14             | 16             | 15             | 15             | 13             | 16             | 16             | 15             | 180            |
| Вологість повітря, %    | 90             | 85             | 80             | 70             | 70             | 70             | 70             | 70             | 80             | 85             | 90             | 90             | 79.2           |
| ----------------------- | -------------- | -------------- | -------------- | -------------- | -------------- | -------------- | -------------- | -------------- | -------------- | -------------- | -------------- | -------------- | -------------- |
| Джерело: Weatherbase    |                |                |                |                |                |                |                |                |                |                |                |                |                |

## Адміністративний поділ

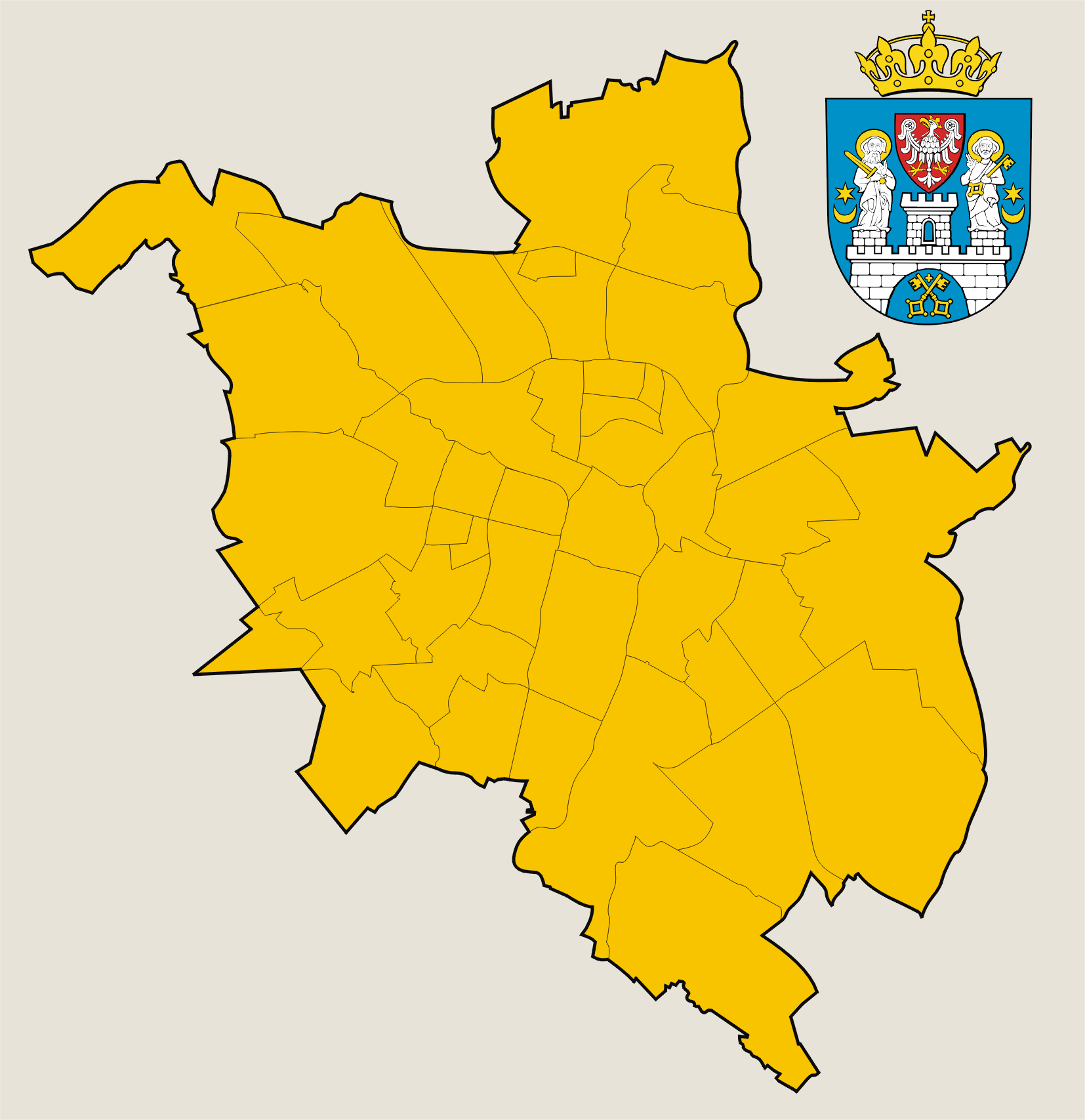
Сучасні райони міста

Познань є містом на правах повіту. Мешканці обирають до Ради міста Познаня 37 радників. Органом виконавчої влади є президент міста. Познань входить у склад Спілки Польських Міст і Унії Польських Метрополій. У місті розташовані 3 районні суди, адміністративний суд воєводства, окружний та апеляційний суди. Познань є центром Великопольського воєводства і земського повіту. Мешканці Познані обирають 6 з 39 радників Сеймику Великопольського Воєводства.
У Познані є 41 консульство іноземних держав. До травня 2019 року в місті діяло почесне консульство України.
Старий Познань і столична область (передмістя Познаня, Острів, Острувек, Сродка, Хвалішево, Лацина) були об'єднані в одне місто у 1793–1800 рр. Місто, яке швидко зростало, було пізніше розширене за рахунок приєднання передмість Ґрюнвальд (Grunwald), Лазаж (Łazarz), Ґурчин (Górczyn), Єжице (Jerzyce), Вільда (Wilda), Віногради (Winogrady), Пйонтково (Piątkowo) та Ратаї (Rataje).

## Історія

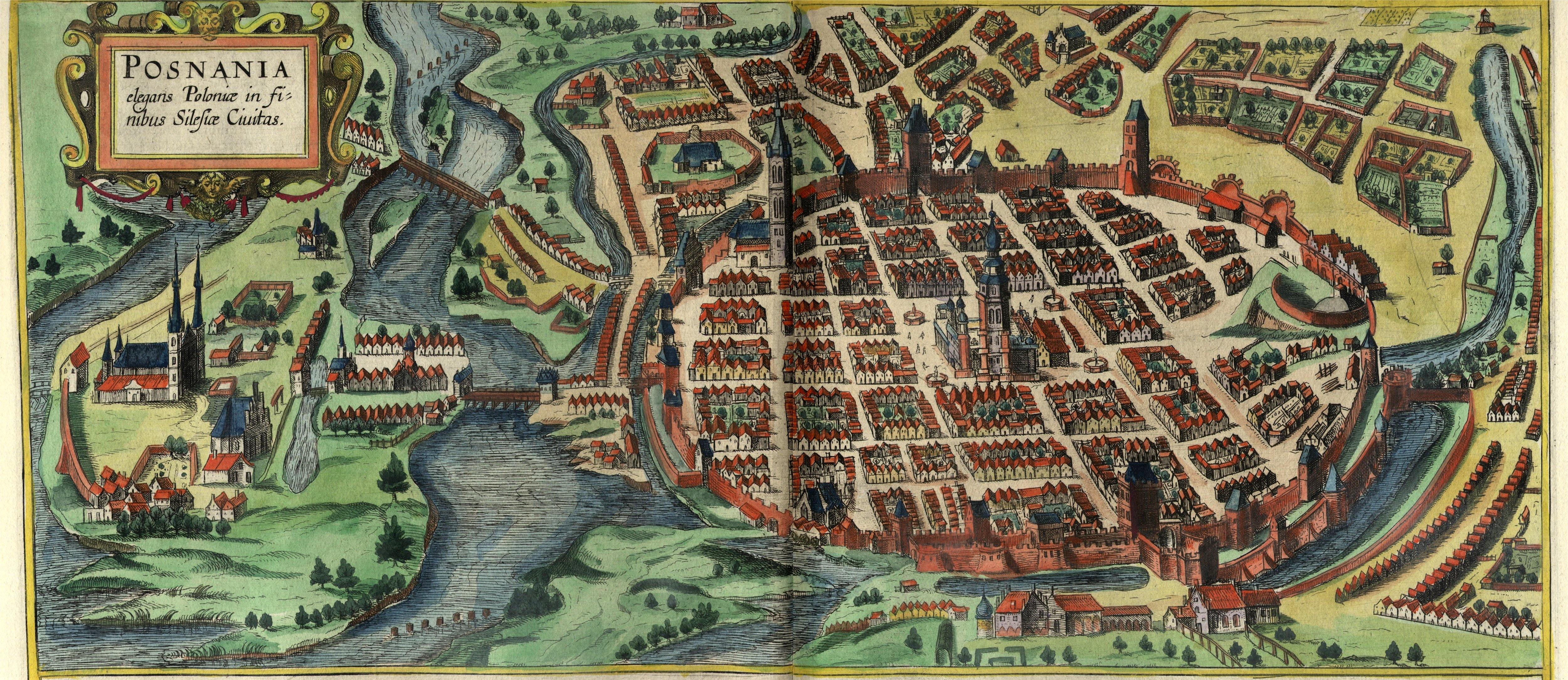
Мапа Познані, 1618 рік

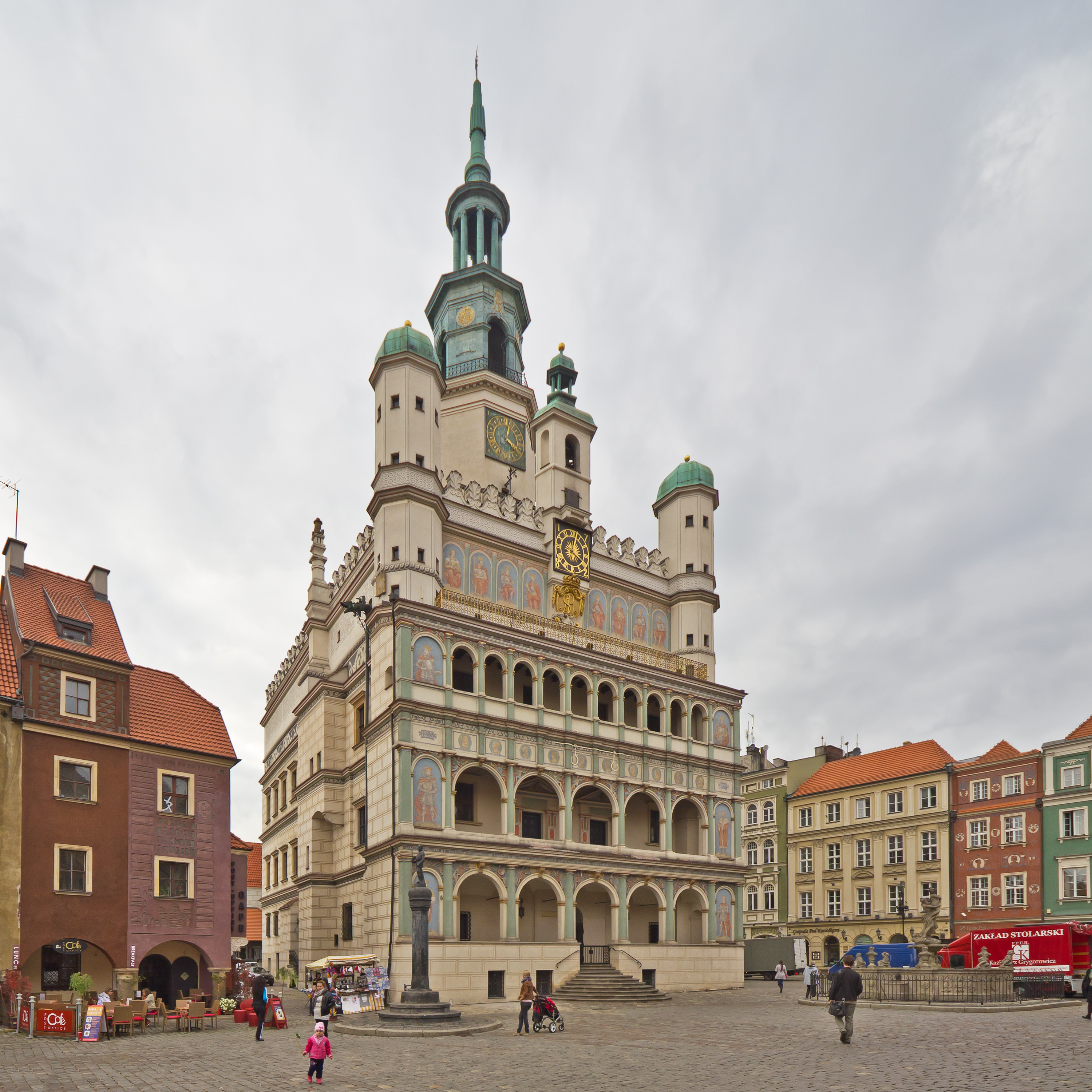
Познанська ратуша

Познань — одне з найстаріших польських міст, найдавніше місто Великопольщі. Деякі історики вважають Познань столицею Польщі в середині X століття, за правління найперших князів з династії П'ястів, хоча більшість стверджує про перебування тогочасної формальної столиці в місті Ґнєзно, про що свідчить документ Dagome iudex, натомість у самому Познані була королівська резиденція.
Саме неподалік Познані 966 р. прийняв хрещення перший історично достовірний польський князь з династії П'ястів Мешко I — засновник першого польського королівського дому. Про ті часи нагадує величний кафедральний собор Петра і Павла (Х—XV ст.ст.), найдавніша церква країни, і решта численних міських пам'яток архітектури: готичні церкви, ратуша в стилі Ренесансу (ХІІІ-XVI століття), будинки XVI—XI століть тощо
У 1314 — 1793 рр. Познань був центральним містом Познанського воєводства, Королівства Польського та Речі Посполитої.
У подальшій історії місто залишалося важливим історичним і адміністративним осередком історичної області Великопольща. Однак більшу частину XIX століття (1815–1919 рр.) місто було столицею Великого князівства Познанського, що належало королівству Прусії, а після 1870 р. входило в склад Німецької Імперії.
Після Великопольського повстання 27 грудня 1918 — 28 червня 1919 (Познанське повстання 1918—1919 рр.), коли місто стало осередком національно-визвольного спротиву, Познань, як і вся провінція, увійшов у склад відтвореної Польської Республіки.
У часах нацистської окупації місто було центром німецької області Вартеланд.
У післявоєнний період відбувся Познанський Червень 1956 р., який став першим виступом поляків проти комуністичного режиму у післявоєнний період. Тоді загинуло 76 осіб, 600 було поранено (нині в місті існує пам'ятний знак на згадку тих подій).
На початку XXI століття Познань був одним з міст, у яких відбувалися матчі європейської футбольної першості 2012 року (див. тут).
У 2016 р. у Познані за фінансової підтримки міського уряду вдев'яте відбувся фестиваль культури «Українська весна», започаткований Лукашем Горовським (який у 2007—2019 рр. був почесним консулом України в Познані).

### Назва міста
Місто має середньовічну історію та згадується від Х століття. Познань як осередок політичного життя є одним з перших міст, згаданих на сторінках історії. Оскільки в тих часах латиною розмовляла освічена частина суспільства, назва міста записувалась у латинізованій формі. Перший відовий запис помічений у літописі Тітмара у 970 році у формі episcopus Posnaniensis (познанський єпископ). У тому ж літописі за 1005 рік є запис ab urbe Posnani (з міста Познань). Місто у форму Poznan згадує Галл Анонім у своїй Хроніці польській (Kronika Anonima tzw. Galla), котра була написана у 1112—1126 роках.
На сьогодні мовознавці сходяться на думці, що назва Poznań походить від старопольського чоловічого імені Познан (Poznan) або Познамир (Poznamir) і спочатку означало город, місто Познана або Познамира.

## Економіка
Познань сьогодні — великий торговельний, промисловий та освітній осередок Польщі.
Серед галузей промисловості в місті набули розвитку машинобудування, харчова, гумова, парфумерна, скляна й легка промисловість.
Познань з її історично-архітектурними пам'ятками і розвиненою інфраструктурою готелів, закладів громадського харчування, торгівлі та злагодженою роботою міського транспорту має значний туристичний потенціал.
Рівень безробіття в Познані найнижчий в країні. На кінець квітня 2022 року рівень безробіття у місті становив 1,4 % (4,8 тис. осіб без роботи); такий же показник зафіксований у Познанському повіті — 1,4 % (2,9 тис. безробітних). Такий же низький рівень безробіття був виявлений лише в Сопоті (1,7 %) і Вроцлаві (також 1,7 %).
Найбільшу частину місцевого ринку праці займають промисловість (понад 16 % зайнятих), торгівля (14,5 % зайнятих) та освіта (13 % зайнятих). Найвищі зарплати в місті зафіксовані на посадах, пов'язаних з IT та комунікацією — в тому числі в IT-галузі. На другому місці за розміром заробітку — представники фінансової та страхової галузей.
Згідно з даними Статистичного управління в Познані, середня зарплата в Познані (у секторі підприємств) у 2022 році становить 7677,08 злотих брутто.
Найбільшими роботодавцями міста є:
- Bridgestone — виробник шин і гумових виробів, один з найбільших у світі.
- Познанський технічний університет.
- Підприємство міського транспорту.
- Університет Адама Міцкевича.
- Фольксваген Познань.
- Пекабекс.
- Алюпласт.
- Ліснер.
- Allegro.
- Енергетична компанія Enea.

## Демографія
Демографічна структура станом на 31 березня 2011 року:
|          | Загалом | Допрацездатний вік | Працездатний вік | Постпрацездатний вік |
| -------- | ------- | ------------------ | ---------------- | -------------------- |
| Чоловіки | 258451  | 43406              | 184094           | 30951                |
| Жінки    | 296245  | 41450              | 178711           | 76084                |
| Разом    | 554696  | 84856              | 362805           | 107035               |

Населення за роками:

## Освіта

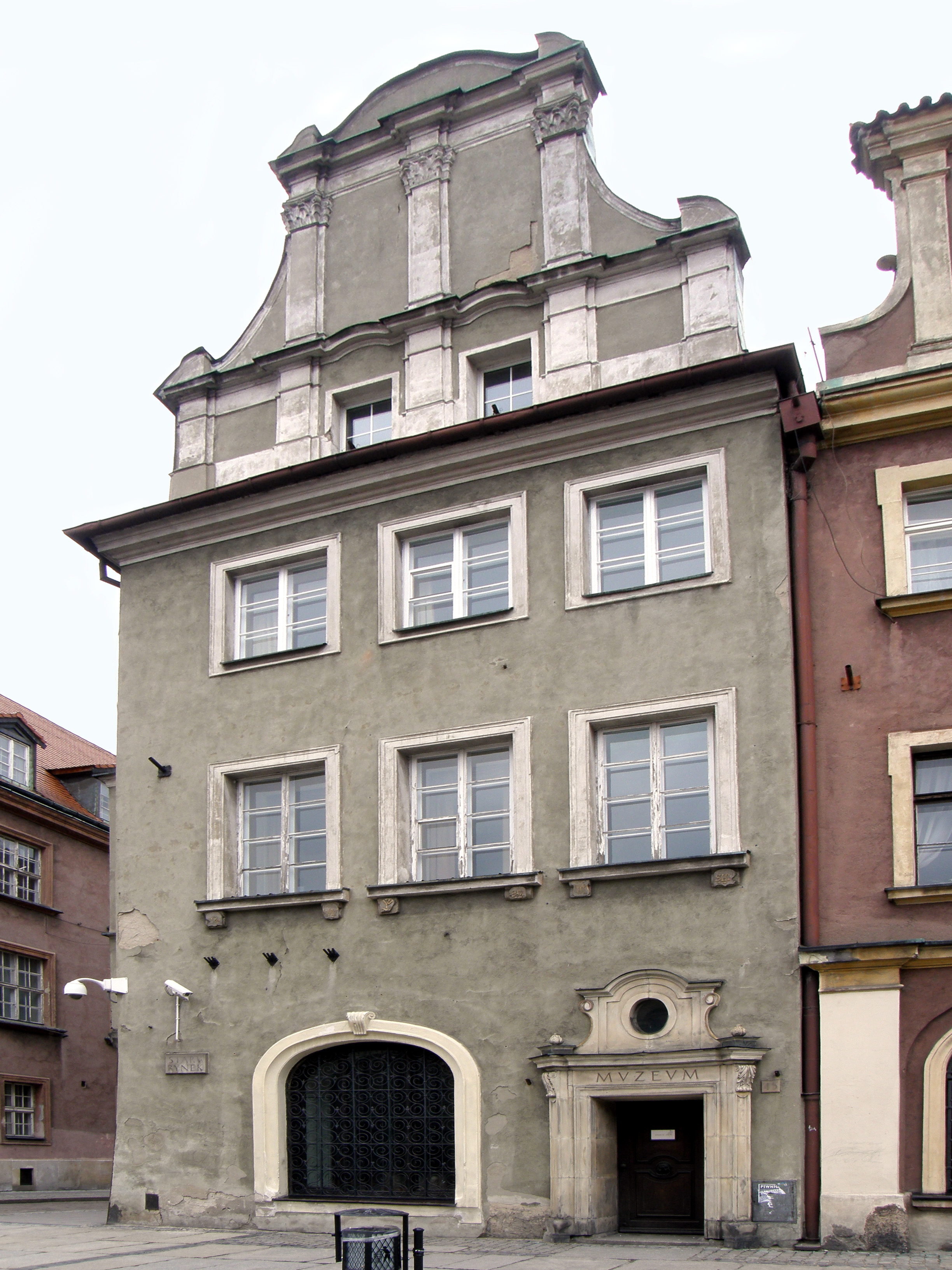
Познанський музей музичних інструментів

У 2017 році в Познані діяли: 105 ясел і клубів дитини (понад 4 тис. місць); 317 закладів дошкільної освіти, в тому числі 243 дитячих садочки, котрі забезпечували догляд для 20,9 тис. дітей.
Вищі навчальні заклади у Познані
Державні:
- Познанський технічний університет
- Університет імені Адама Міцкевича
- Познанський економічний університет
- Медичний університет ім. Карола Марцинковського
- Музична академія
- Університет образотворчих мистецтв

Приватні:
- Вища школа торгівлі та послуг
- Європейська Вища Школа Бізнесу
- Вища Школа Суспільної Психології
- Вища Школа логістики
- Вища Школа іноземних мов ім. Богуміла Лінде

## Культура

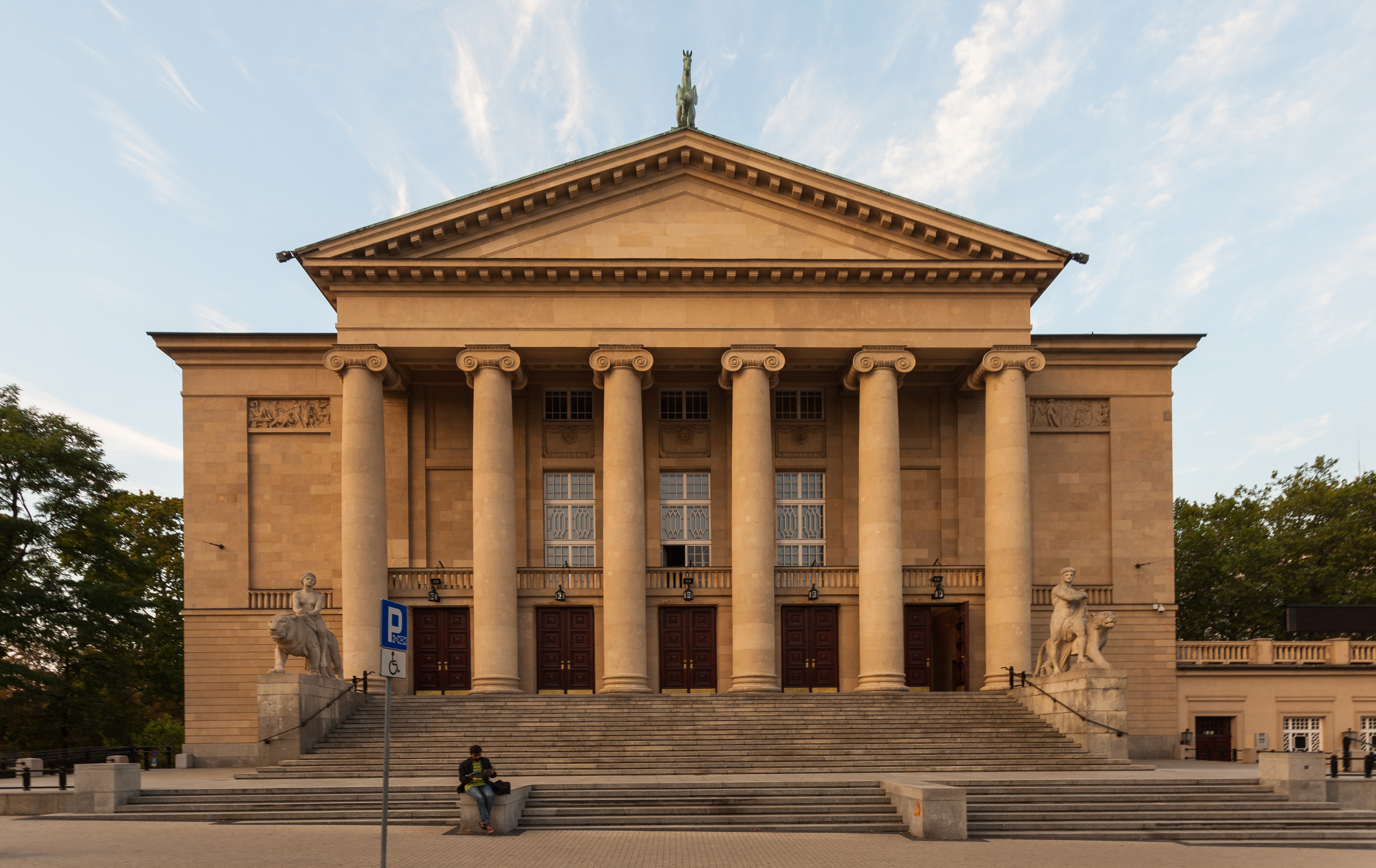
Познанський оперний театр

Культурне життя міста багате й розмаїте. Тут діють декілька театрів (у тім числі оперний).
Надзвичайною гордістю міста є його музеї та музейні об'єкти:
- Національний музей;
- Археологічний музей;
- Центр Історичної Спадщини в Познані;
- Брама Познані;
- Познанський музей круасанів[37]
- Познанська філармонія імені Тадеуша Селіговського[pl], концерти відбуваються в Актовій залі університету в Познані;
- Познанський музей музичних інструментів  — третє в Європі зібрання, щонеділі тут відбуваються камерні концерти[38] ;
- Музей армії;
- Заповідник «Метеорит Мораско» — одне з найбільших у Європі скупчень метеоритних кратерів;
- Білоруський культурно-освітній центр ;
- Королівсько-Імператорський Тракт в Познані .

У Познані організуються і проводяться Міжнародний конкурс скрипалів імені Генрика Венявського (один із найстаріших у світі, відбувається раз у 5 років), Міжнародний театральний фестиваль MALTA, щорічні міжнародні ярмарки та авангардові вистави колективів з усього світу (червень), інші культурні заходи.

## Транспорт
Познань — важливий залізничний вузол, центр автосполучення. В місті сполучаються 5 національних доріг (droga krajowa), в тому числі автомагістраль, а також 7 воєводських доріг. Познанський Залізничний Вузол, через який пролягає 8 залізничних ліній, є одним з найбільниш та найбільш завантажених в країні. Летовище міста обслужило більше одного мільйона пасадирів у 2021 році.
У місті діють:
- Міжнародний аеропорт Познань-Лавиця імені Генрика Венявського;
- міжнародні автомагістралі (А2);
- залізничний транспорт (станція Познань-Головний);
- міський транспорт (мережа трамваїв в тому числі Познанський швидкісний трамвай, автобусів);
- велосипедний транспорт.

## Спорт

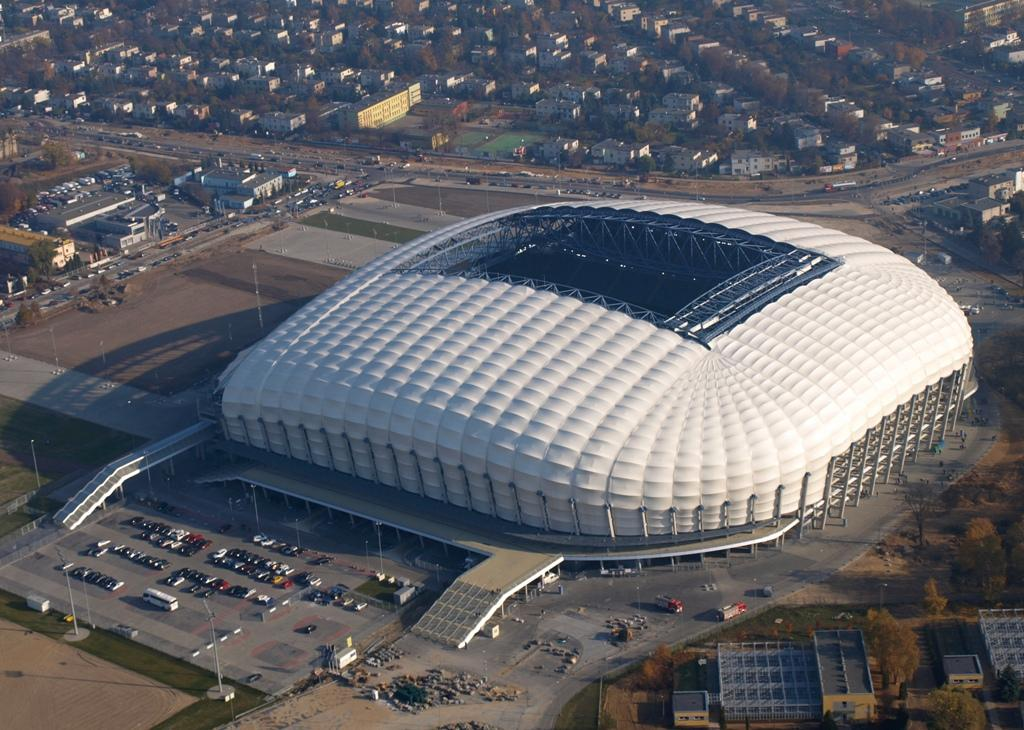
Муніципальний стадіон

Познань є спортивним містом; тут розвивається чимало видів спорту — футбол, футзал, хокей, спортивна стрільба, водні види спорту, теніс, бокс, легка атлетика тощо. Місто не раз приймало змагання рівня європершостей і кубків, загальнопольського й регіонального масштабу.
Головна спортивна арена Познані — багатофункціональний Муніципальний стадіон, тут відбувались матчі Європейської першості з футболу 2012 року.
У Познані базується дві футбольні команди: «ККС Лех» (багаторазовий чемпіон, володар кубку та суперкубку Польщі) та «КС Варта» (дворазовий чемпіон Польщі).
Кожної осені у Познані відбуваються змагання з марафонського бігу «Познань Марафон». У 2011 році старт у ньому взяли 4,7 тис. спортсменів з 35 країн світу. Цікаво, що у 2004 році на цих змаганнях перемогу здобув український марафонець Михайло Іверук (серед чоловіків), а у 2006 році — українка Анжеліка Аверкова (серед жінок).

## Визначні пам'ятки міста

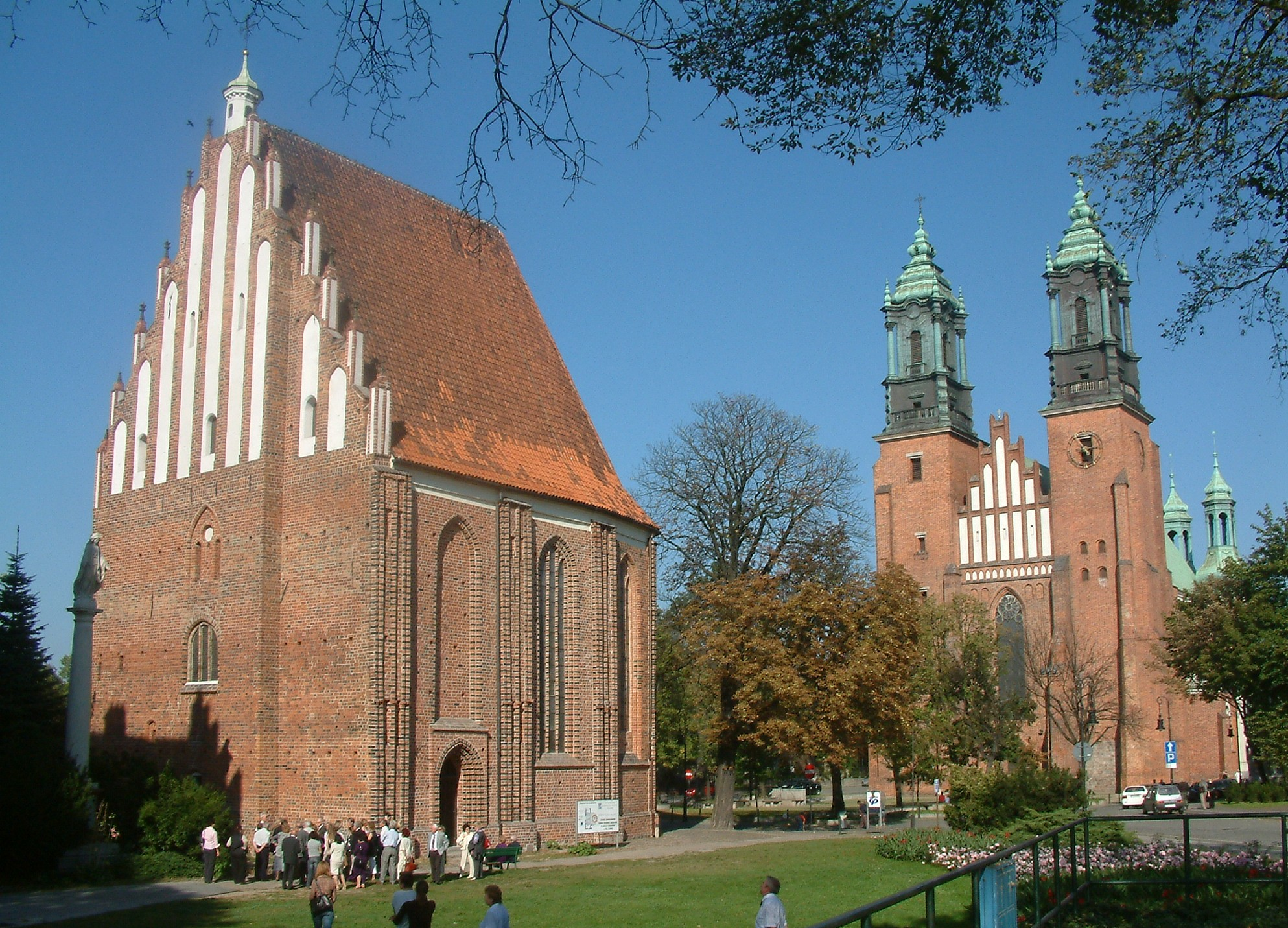
Костел Діви Марії та Собор Св. Петра і Павла

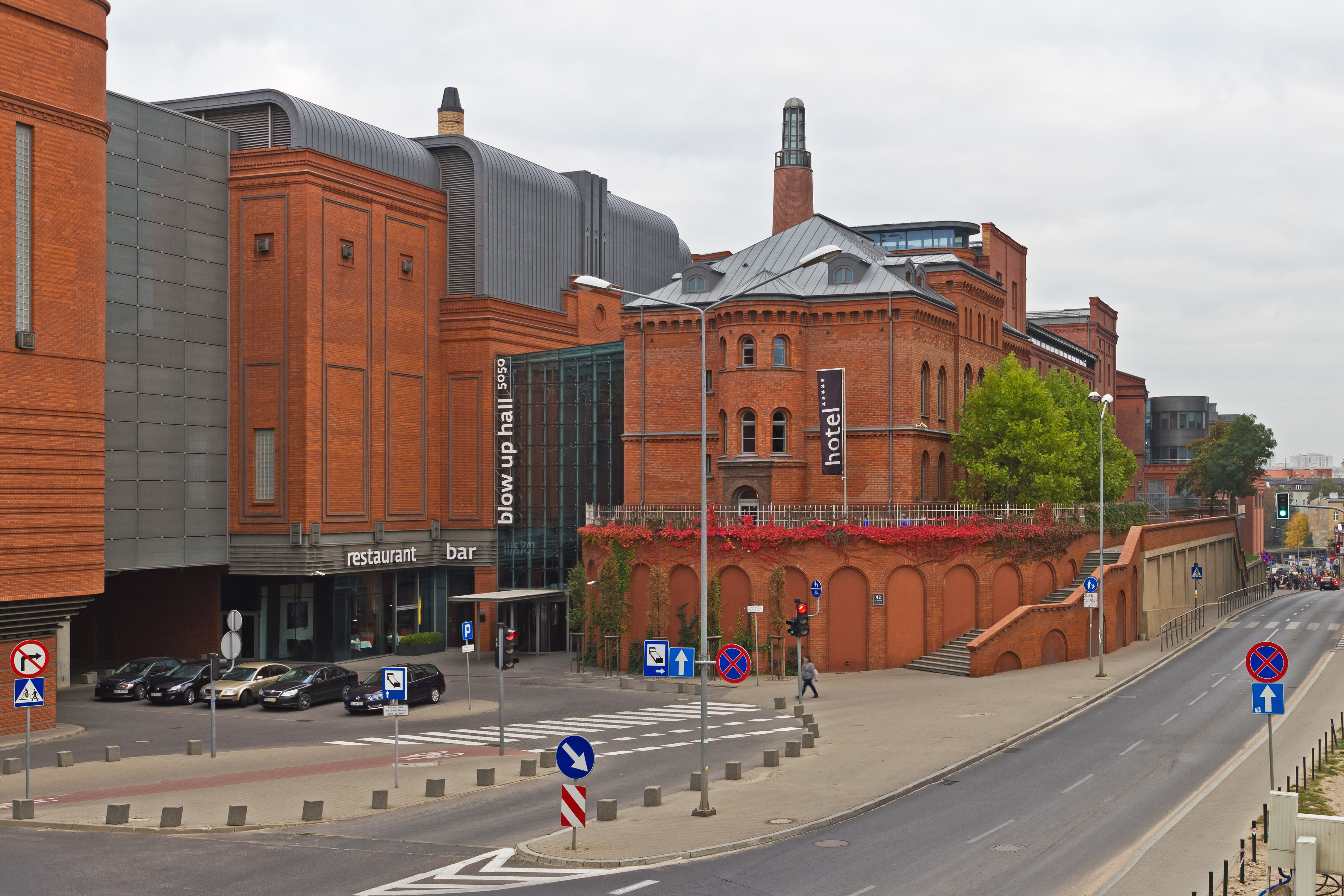
Центр «Старий Бровар»

Визначними архітектурними й історико-культурними пам'ятками Познані є:
- Базиліка Святих Петра і Павла (Х—XV ст.ст.) — перлина ранньоготичної архітектури і оточуючий комплекс церков і каплиць (романських, барокових та в стилі класицизму) на острові Тумському. У «Золотій» каплиці, зокрема, знайшли свій останній прихисток Мешко I та його син Болеслав I Хоробрий, тут же розташований бронзовий пам'ятник обом королям. Серед постатей святих, що зображені в куполі каплиці є зокрема св. Йосафат Кунцевич. Віддаючи шану святині, Папа Римський Іван Павло ІІ надав їй статус «Малої базиліки», тим самим підкресливши спадкоємність із великими базиліками Рима. Поруч з Собором готичний костел Найсвятішої Діви Марії (XV ст.), що дійшов до нашого часу практично в первісному вигляді;
- Костел Божої Матері Неустанної Помочі та Святої Марії Магдалини
- Центральна площа міста — Ринкова (площа Ринок)[44] — чотирикутник вузеньких п'ятиповерхових будиночків ХІІІ—XVII століть. Домінантою майдану є ренесансна Познанська ратуша (ХІІІ—XVI ст.ст.) з державним орлом на маківці. Щодня опівдні на Ринковій площі численні місцеві жителі й приїджжі чекають, як під дзвін курантів на ратуші з'являється символ Познані — двійко козенят, що буцаються ріжками — за місцевою легендою козенята колись врятували місто від пожежі, вчасно розбудивши його жителів своїм буцанням.
- декілька замкових та палацових комплексів, зокрема Королівський замок, палац Горки, палац Мельжиньських;
- Познанський імператорський замок;
- в міському палаці графів Рачинських зберігається перше видання великого Миколая Коперника «De revolutionibus orbium celestium» («Про обертання небесних сфер»).
- серед сучасних споруд цікавим є Центр торгівлі, бізнесу та мистецтва «Старий бровар», що вдало поєднує мистецтво й торгівлю і 4 роки поспіль посідав перше місце в номінації Medium-Sized Shopping Center (Торговельні заклади середнього розміру) конкурсу Міжнародної спілки торгових центрів (ICSC) — колишні цехи німецької броварні (збуд. в XIX ст.), за часів ПНР комуналка-гуртожиток, і нарешті на початку 2000-х рр. викуплені подружжям польських багатіїв Кульчиків для реорганізації на торговельно-мистецький заклад:
- Познанська фортеця.

## Пам'ятники

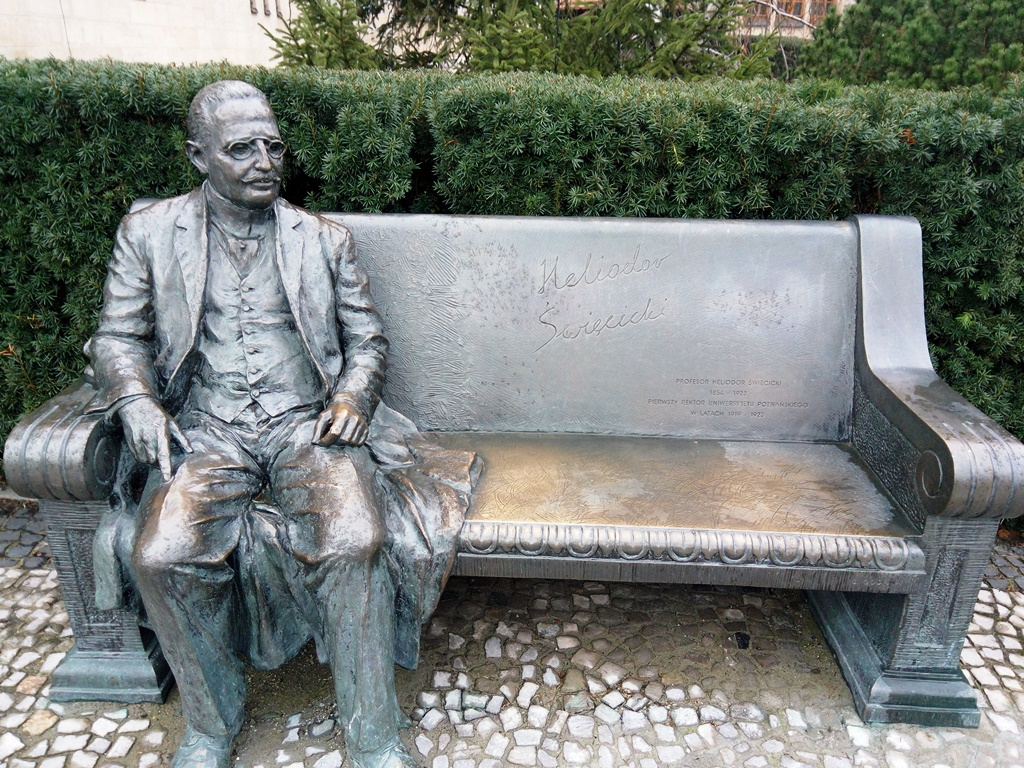
Іліодор Свєціцький[pl]
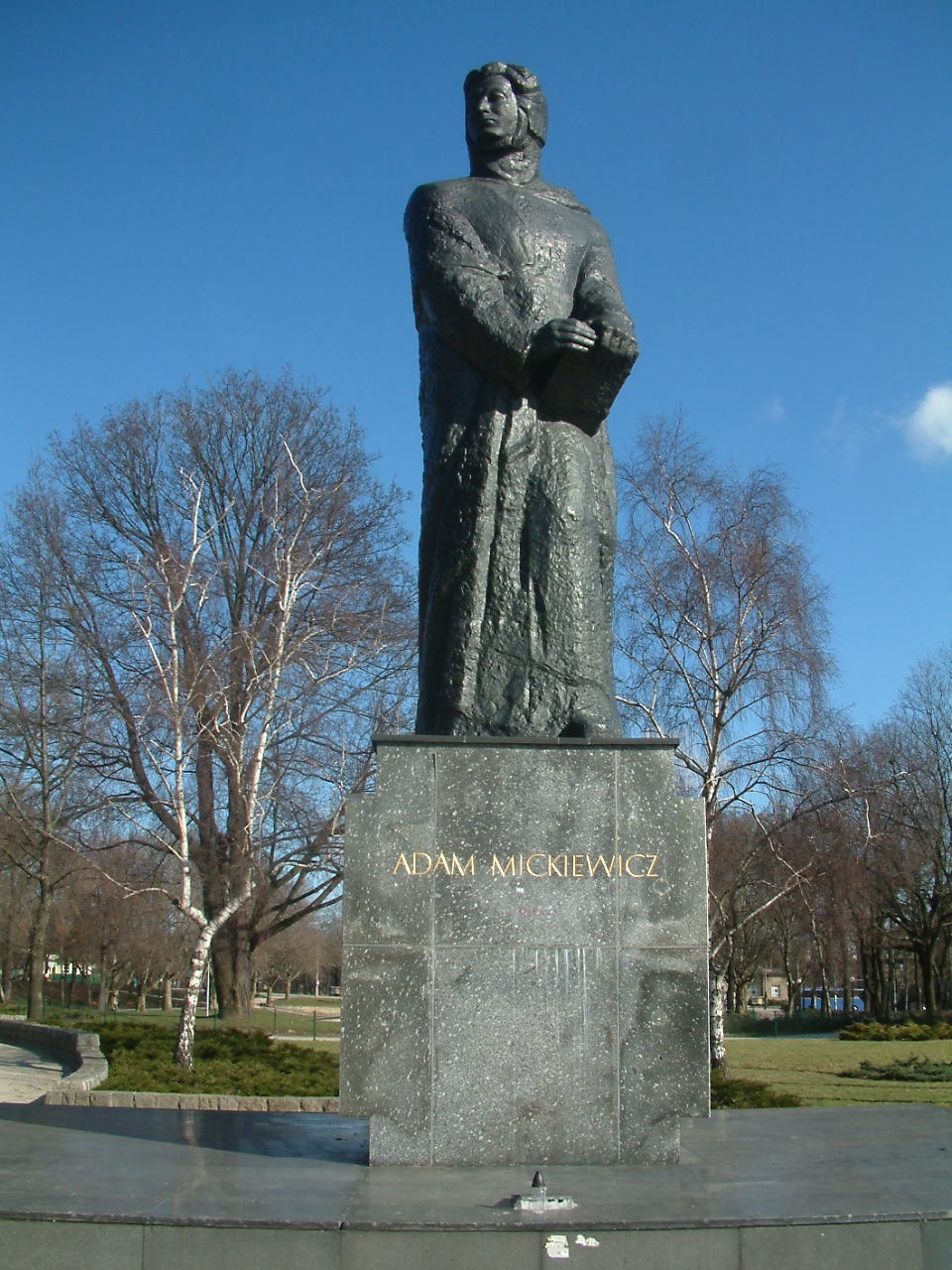
Адам Міцкевич
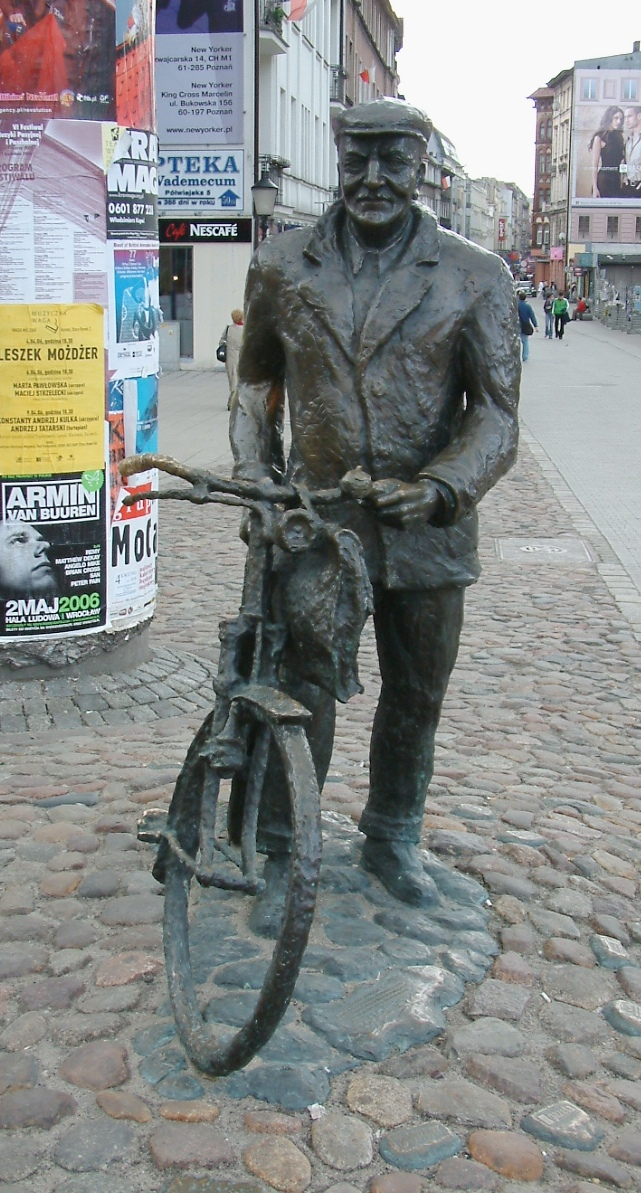
Старий Марих
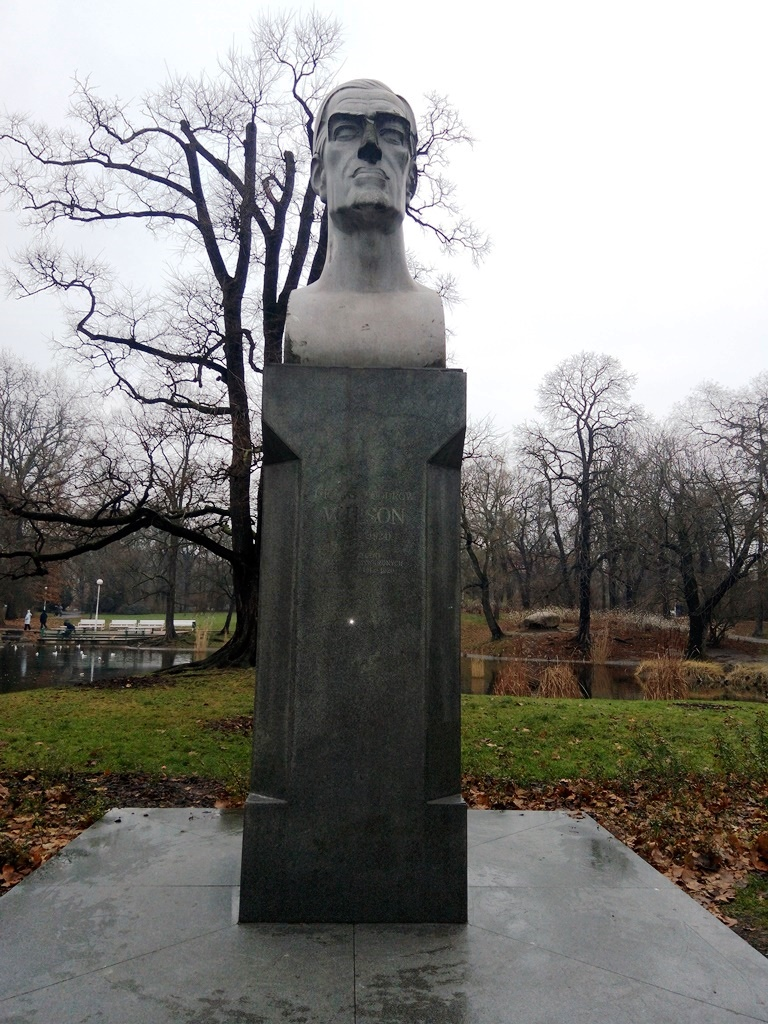
Вудро Вільсон
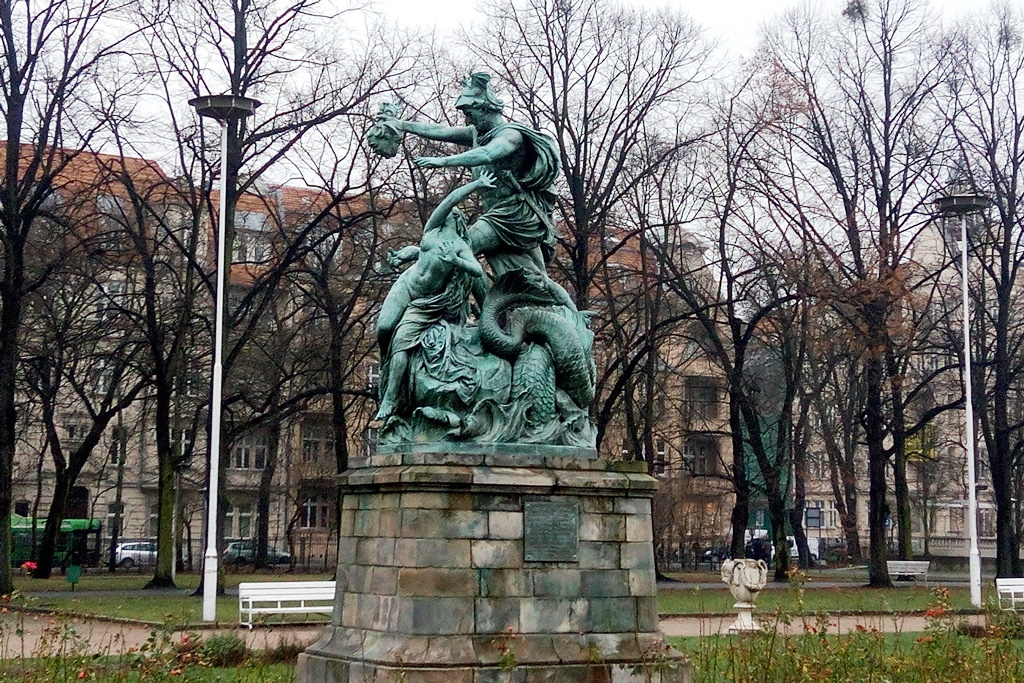
Визволення Андромеди Персеєм

## Міста-побратими
| - Україна — Харків; - Україна — Глухів з 2010; - Нідерланди — Ассен (нід. Assen); - Чехія — Брно (чеськ. Brno); - Німеччина — Ганновер (нім. Hannover); - Угорщина — Дєр (угор. Győr); - Палестина — Наблус (араб. نابلس); | - Англія — Ноттінгемшир (англ. Nottinghamshire); - Болгарія — Пловдив; - Іспанія — Посуело-де-Аларкон (ісп. Pozuelo de Alarcón); - Франція — Ренн (фр. Rennes); - США — Толідо (англ. Toledo, Огайо); - КНР — Шеньчжень (кит.: 深圳); - Фінляндія — Ювяскюля (фін. Jyväskylä). |

## Відомі люди
- Кулжинський Сергій Миколайович — український військовий діяч, генерал-хорунжий Армії УНР. Помер в Познані.
- Лев Леви́цький — український громадський діяч, працював суддею.[45]
- Стефан зі Львова  — познанський єпископ РКЦ
- Пауль фон Гінденбург — німецький державний діяч
- Адам Новак — польський гітарист, співак, автор текстів, лідер гурту «Раз, Два, Тши».
- Гюнтер фон Клюге (1882—1944) — німецький воєначальник часів Третього Рейху
- Лілі Палмер (1914—1986) — німецька акторка та письменниця
- Столярська Данута Альфредівна (1928—2011) — радянська кіноактриса.
- Шепель Володимир Григорович — генерал-хорунжий армії УНР, помер у місті.

## Цікаві факти
- Назву «Познань» носить літак Боїнг 767-35D(ER) (серійний номер 28656), що належить польській авіакомпанії «LOT»[46];
- Також на честь міста названо астероїд 1572 Познанія[47];
- В Україні в Рівненській області є село з такою ж назвою — Познань;
- Місто Познань згадується у астрологічному памфлеті Юрія Дрогобича «Прогностична оцінка поточного 1483 року».

## Галерея

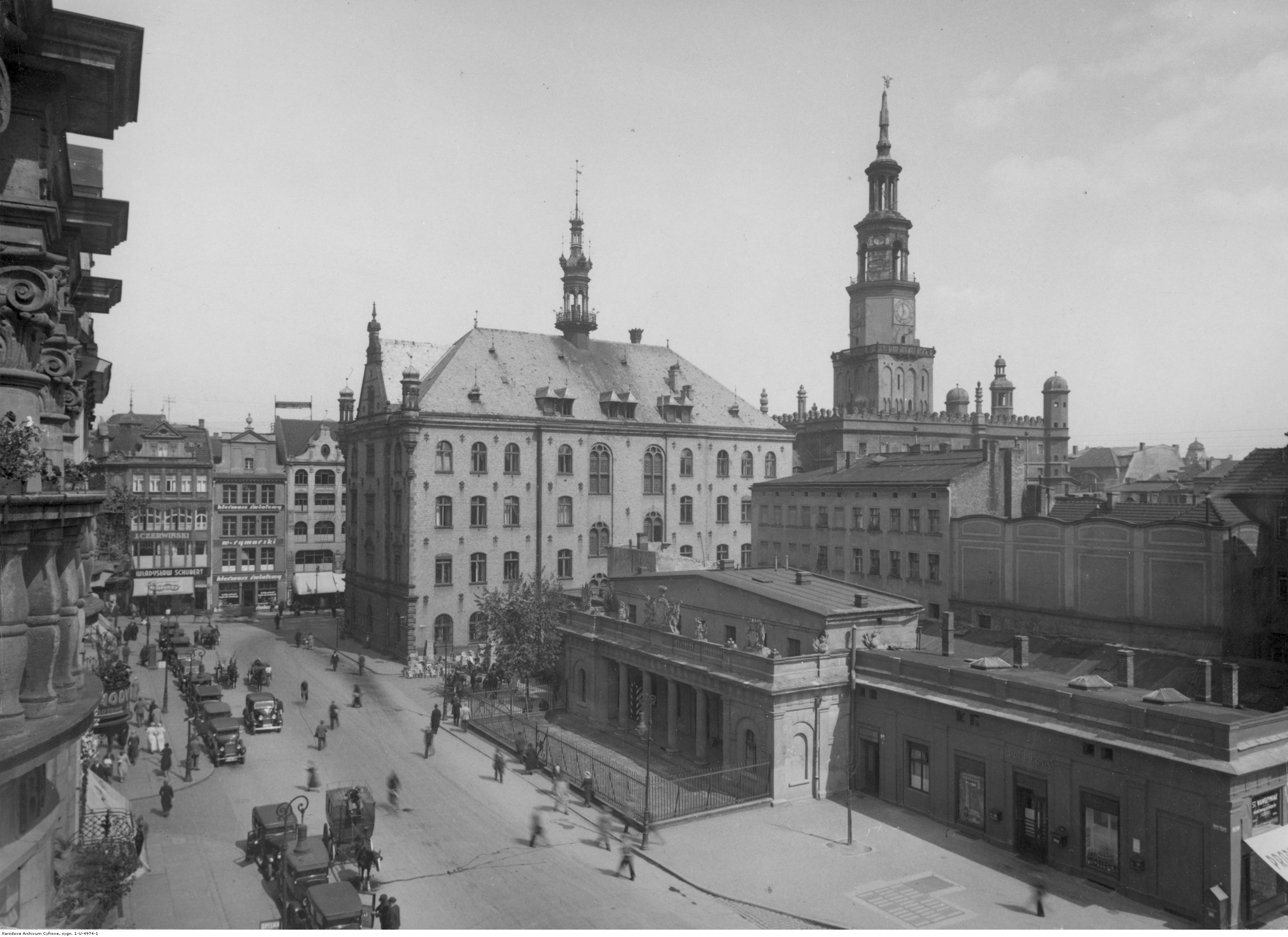
Познань, 1934
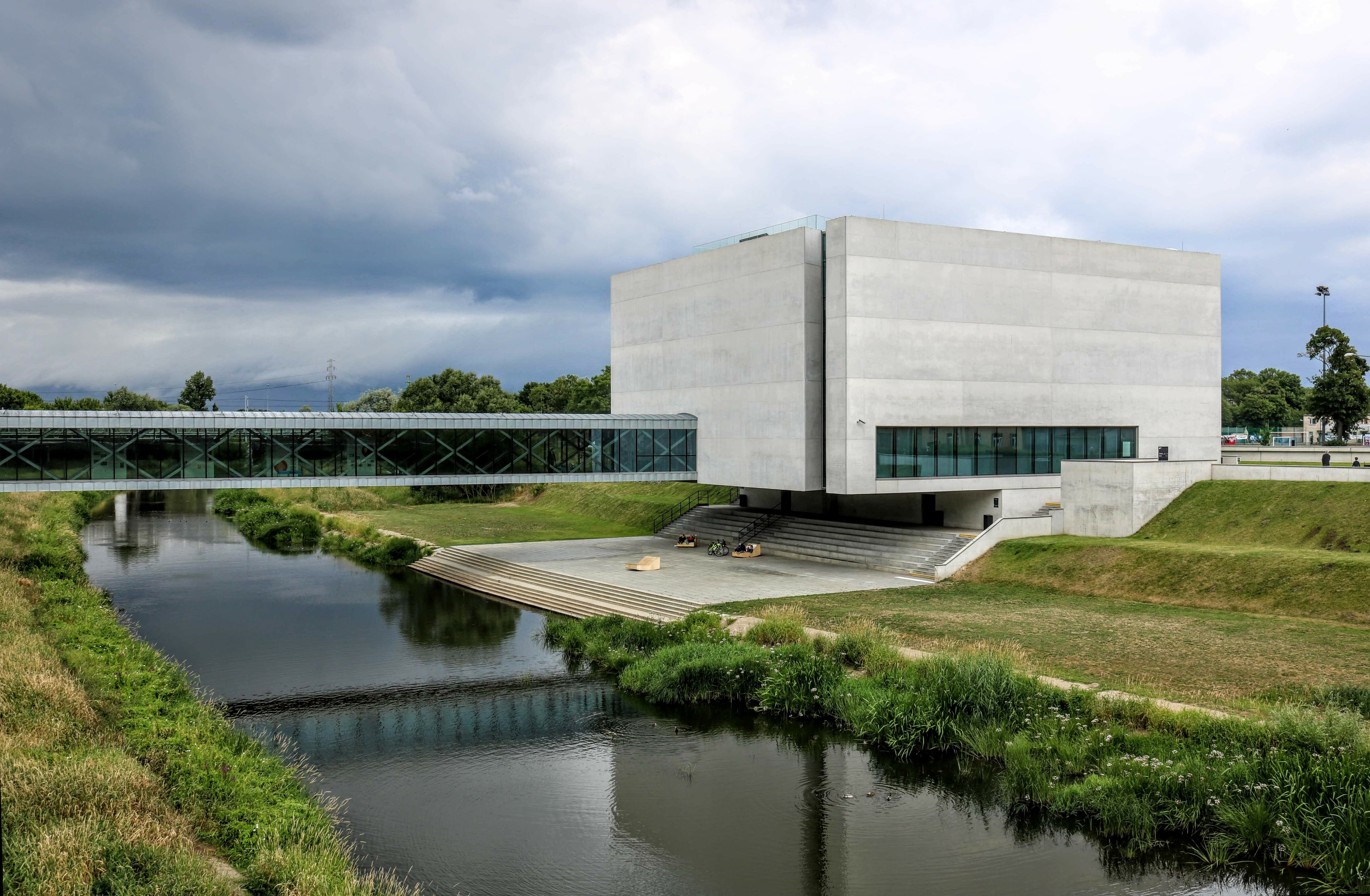
Брама Познані
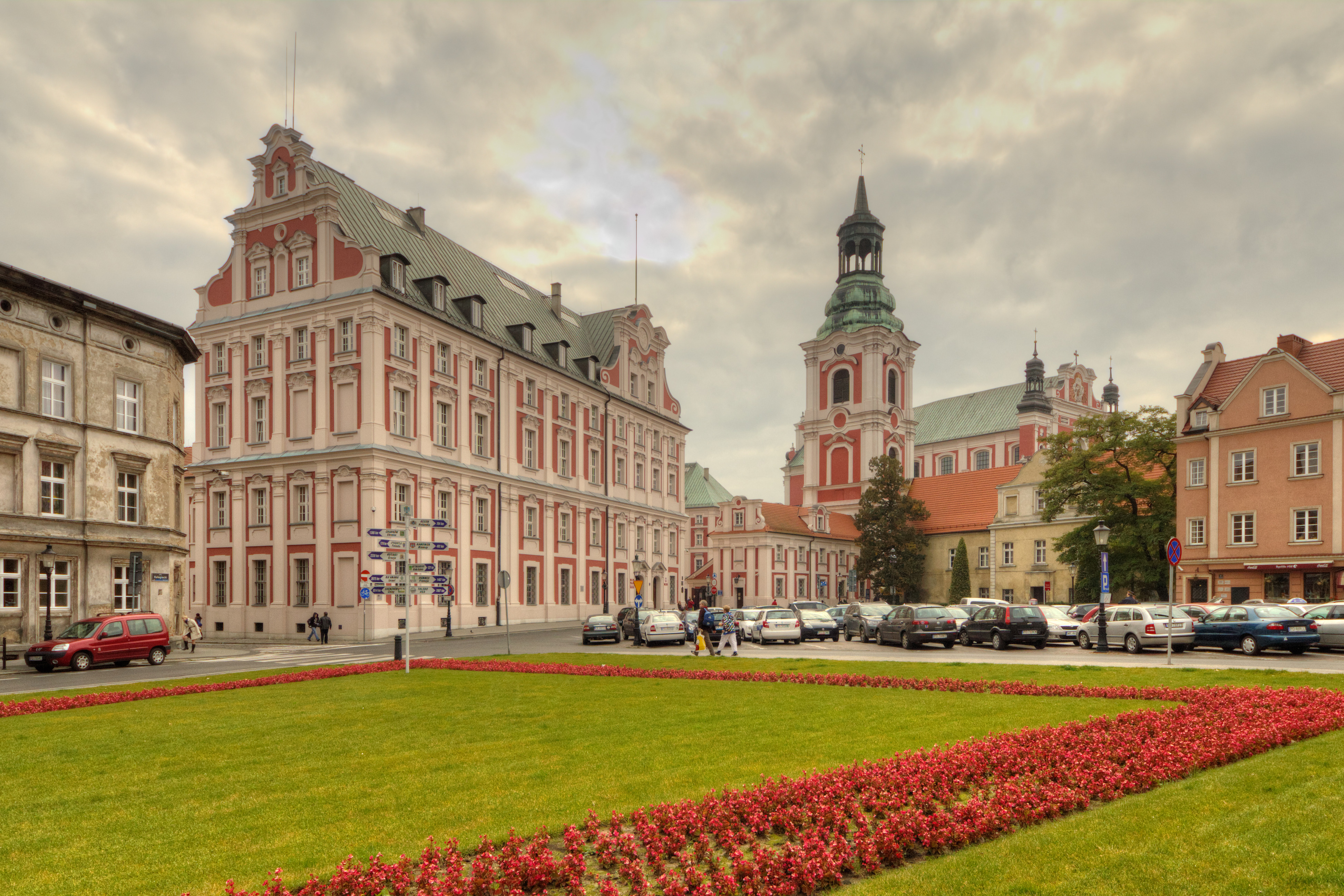
Колишній єзуїтський комплекс
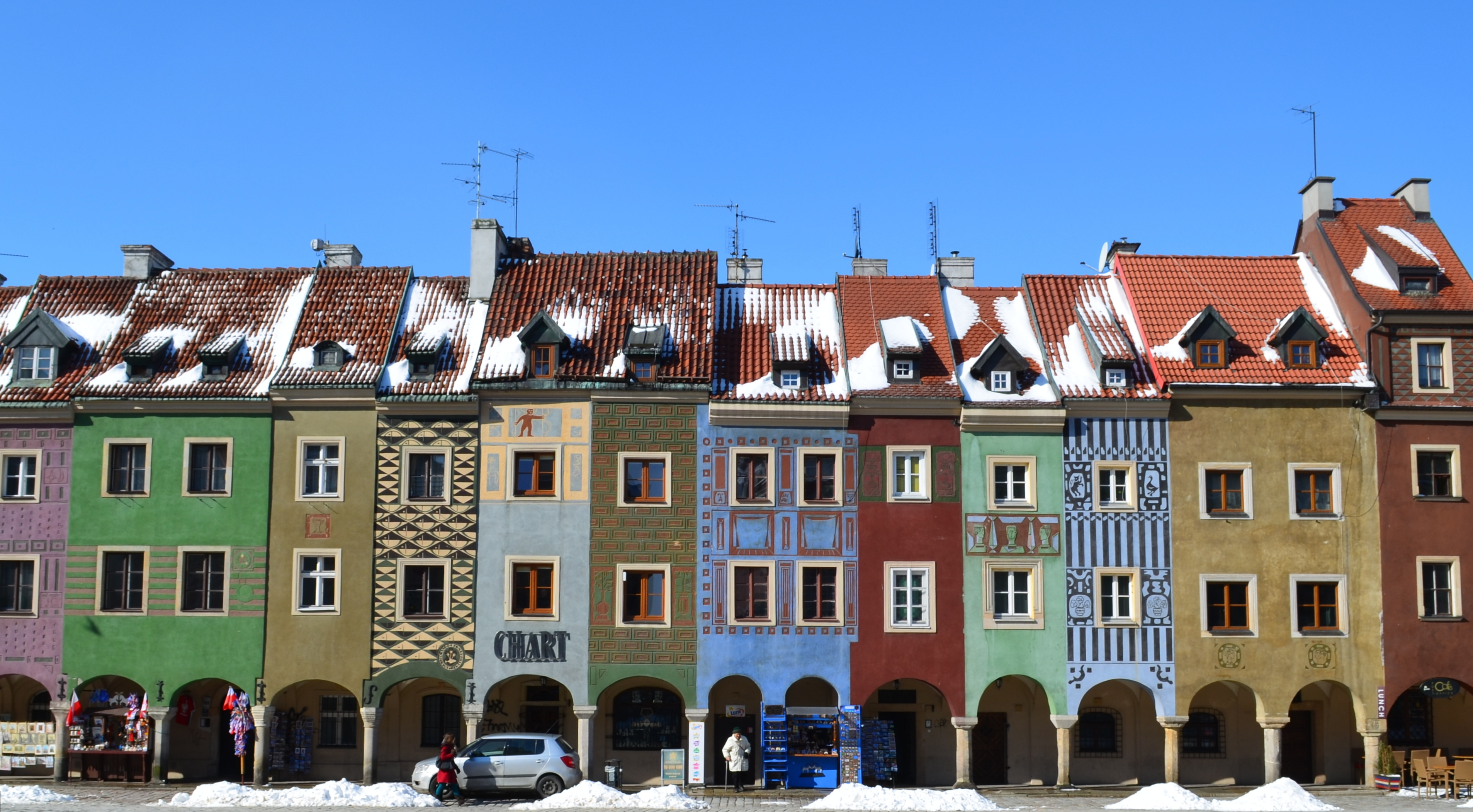
Кам'яниці біля ратуші
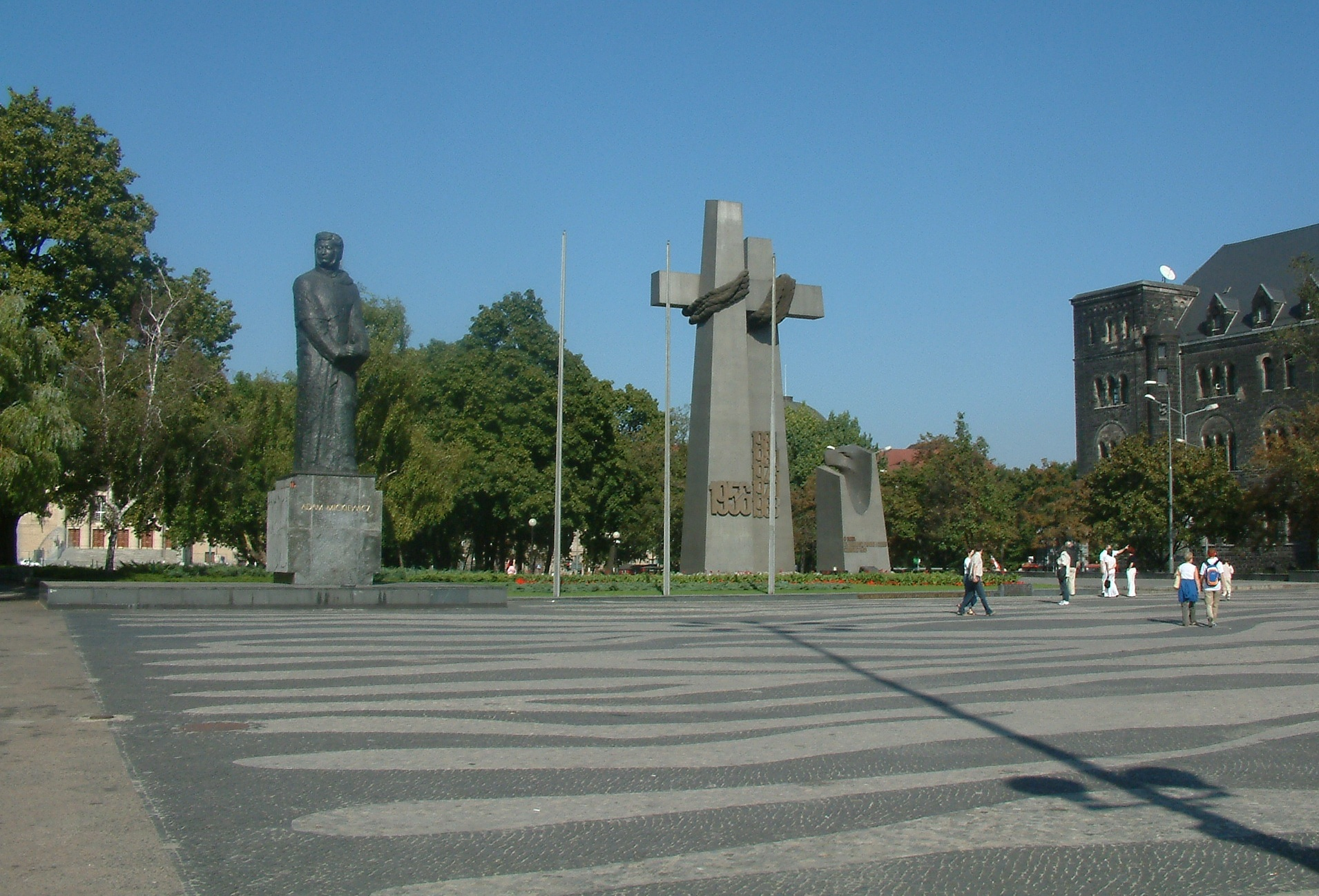
Площа Адама Міцкевича
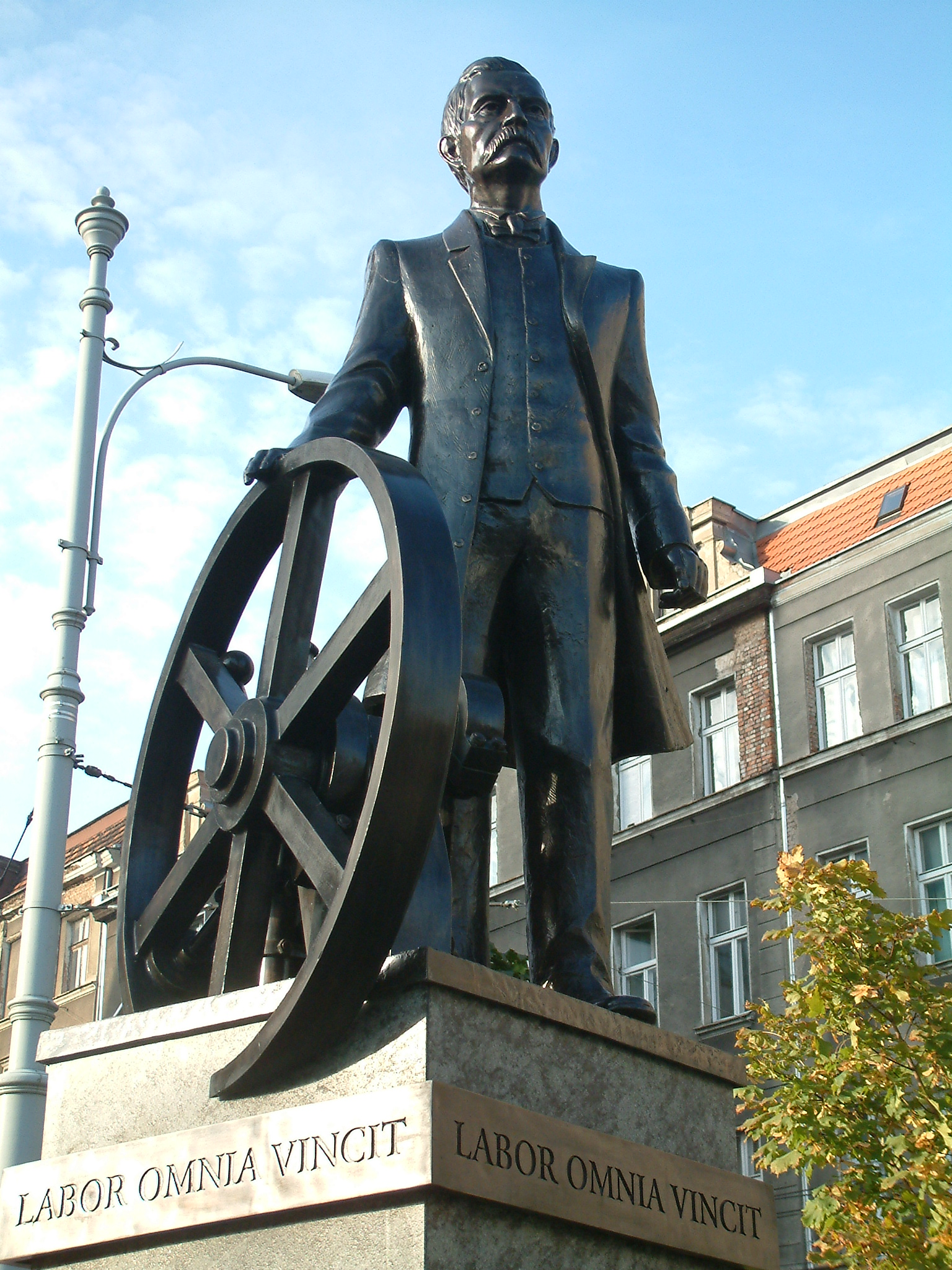
Скульптура Іполіта Цегельського з його пам'ятника
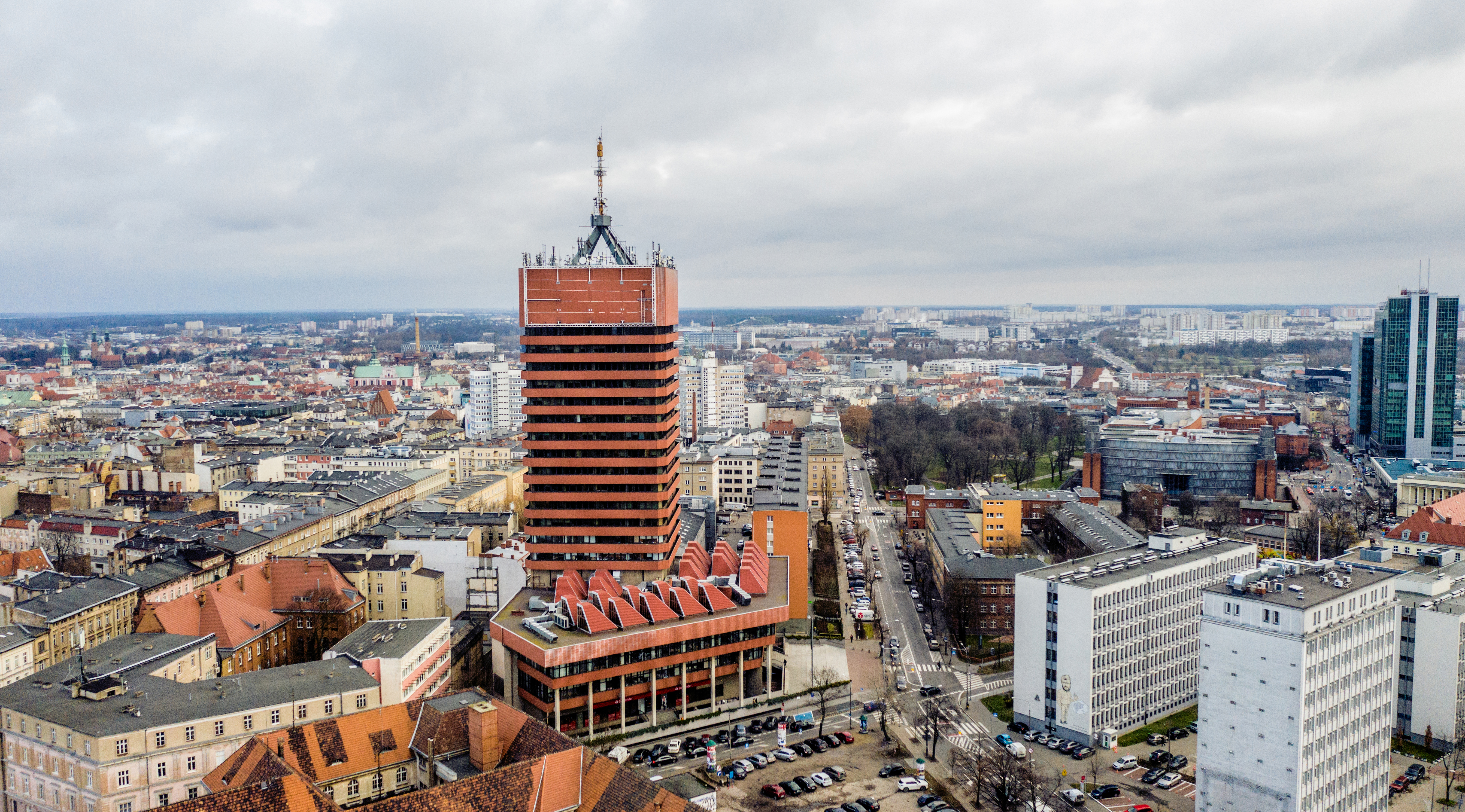
Познанський економічний університет
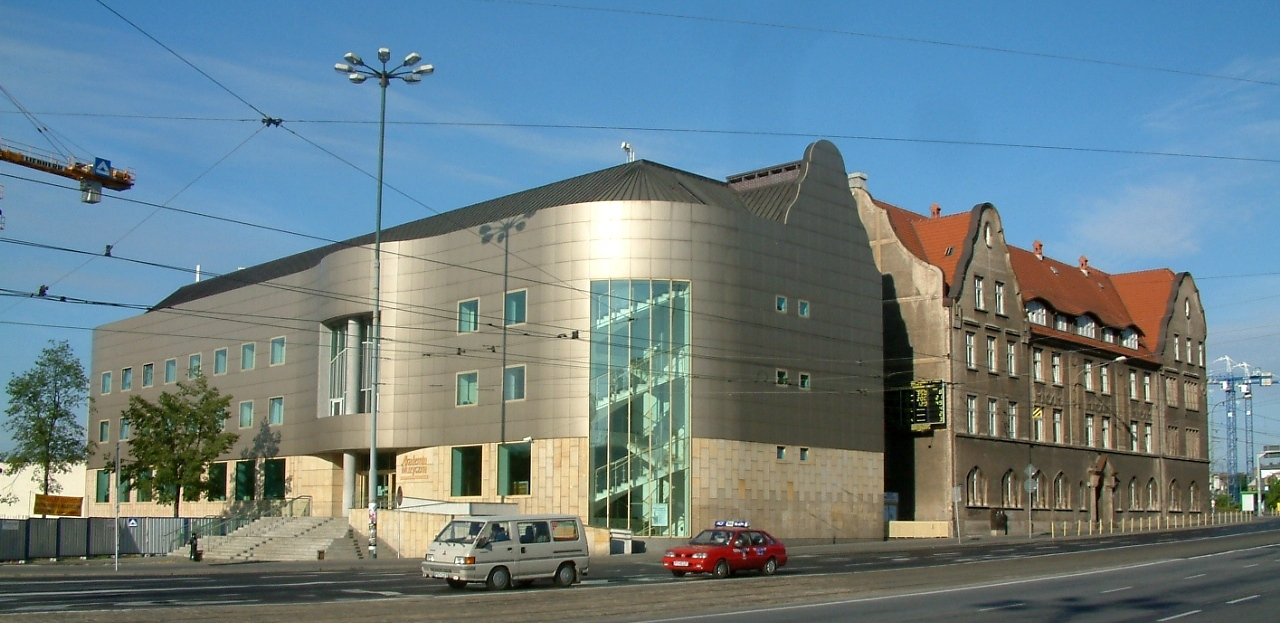
«Давнина і сучасність разом» - будівля Музичної Академії